# Высотский, Константин Семёнович
Константин Семёнович Высотский (Высоцкий) (17 [29] мая 1864, Москва — 6 января 1938, Рига) — русский художник, график и иллюстратор.
В основе его живописи реалистическая школа, в некоторых работах чувствуется эпоха стиля модерн. В 1890-х годах создавал картины на исторические сюжеты, позже писал преимущественно пейзажи, сцены из сельской жизни.

## Биография
Родился в семье одного из сыновей Михаила Высотского.
Сначала учился в реальном училище, а также музыке в Московской консерватории у Николая Рубинштейна, после смерти которого оставил консерваторию. Затем поступил в Московское училище живописи, ваяния и зодчества (1885-1891), где занимался у В. Е. Маковского. Окончил его со званием неклассного художника, получив в 1891 году две малые серебряные медали. 
С 1892 года его работы экспонировались на выставках Московского товарищества художников, Московского общества любителей художеств, Товарищества передвижных художественных выставок, художественного кружка «Среда», в галерее «Лемерсье» (в 1912 и 1913 годах).
В 1918 году выехал в Латвию, где остался до конца своей жизни. Живя в Латвии, работал педагогом в гимназии, а также в Русской средней школе в Риге. Художник руководил своей студией живописи и регулярно организовал выставки работ своих учеников и воспитанников студии. В 1920—1930-х годах провел ряд персональных выставок в Рижском городском музее. Экспонировал свои работы на выставках в Берлине, Лондоне, Хельсинки, Лос-Анджелесе. Участвовал в выставке русского искусства в Копенгагене в 1929 году, конкурсах искусств на Олимпийских играх 1928, 1932, 1936 годов.
Похоронен на рижском Покровском кладбище. Его картины есть в рижских музеях. 

## Труды
Работы К. С. Высоцкого печатались в журналах «Нива», «Родина», «Север». Он выполнил иллюстрации к книгам «Капитанская дочка» А. Пушкина, «Разоренное гнездо» А. С. Сливинского, «Рассказы» Д. Н. Мамина-Сибиряка.
Произведения художника представлены в Российском культурно-историческом музее в Праге и в частных коллекциях.